# Vesto Slipher
Vesto Melvin Slipher (Mulberry, Indiana, 11 de noviembre de 1875-Flagstaff, Arizona, 8 de noviembre de 1969) fue un astrónomo estadounidense. Entre sus investigaciones destacan haber medido por primera la velocidad radial de una galaxia y haber descubierto la existencia de gas y polvo en el medio interestelar. Su hermano, Earl C. Slipher también fue astrónomo.

## Biografía
Estudió en la Universidad de Indiana. Trabajó en el Observatorio Lowell en Flagstaff, Arizona, donde llegó a ser director entre 1916 y 1952. 
En 1909 aportó datos que confirmaban la existencia de grandes cantidades de gas interestelar, idea postulada un año antes por J.C.Kapteyn. Mientras que en 1912 descubrió el polvo interestelar tras comprobar que una nebulosa del cúmulo abierto de las Pléyades reflejaba la luz de la estrella próxima Merope. Dicha nebulosa representaba al mismo tiempo un nuevo tipo de nebulosas, las nebulosas de reflexión.
Utilizó el espectroscopio para investigar los períodos de rotación de los planetas y la composición de las atmósferas planetarias. En 1912 observó por primera vez el desplazamiento de las líneas espectrales en una galaxia (en esta ocasión, la galaxia de Andrómeda), pudiendo obtener así la primera determinación de la velocidad radial de una galaxia. También descubrió que las galaxias espirales (en aquel entonces simplemente nebulosas espirales) rotan.
En agosto de 1914 presentó ante la Sociedad Astronómica Americana los resultados de sus mediciones sobre 12 nebulosas (galaxias), mostrando que solo una de ellas, Andrómeda, se acercaba hacia la Tierra, mientras que las otras 11 se alejaban. Más significativo aún resultó la medición de sus velocidades, del orden de los cientos de km/s, y que resultaban ser unas 30 veces superiores a las velocidades de las estrellas. Este hecho sugería que se trataba de objetos situados fuera de nuestra galaxia. Según relata Stephen Hawking, el astrónomo Edwin Hubble —a quien se acredita popularmente como descubridor del corrimiento hacia el rojo o alejamiento de las galaxias—, estuvo presente en esta conferencia.
En 1927 comienza la búsqueda de un posible planeta que explicase las perturbaciones observadas en las órbitas de Urano y Neptuno. En 1930, Clyde Tombaugh, quien formaba parte del personal, descubre  Plutón, aunque su tamaño no explicaba las irregularidades observadas.
Se retiró de la astronomía en 1954 y murió quince años después. 

### Distinciones
Premios
- Premio Lalande de la Academia Francesa de Ciencias en 1919.
- Medalla Henry Draper en 1932
- Medalla de oro de la Real Sociedad Astronómica en 1933
- Medalla Bruce en 1935

Títulos honoríficos
- Doctor honoris causa en Ciencias por la Universidad de Arizona.
- Doctor honoris causa en Leyes por la Universidad de Indiana

Epónimos
De forma conjunta con su hermano Earl C. Slipher, su apellido figura en los siguientes elementos astronómicos:
- Cráter lunar Slipher[5]
- Cráter marciano Slipher[6]
- Asteroide (1766) Slipher[7]